# Denigastrura tetrophthalma
Denigastrura tetrophthalma är en urinsektsart som först beskrevs av Denis 1928.  Denigastrura tetrophthalma ingår i släktet Denigastrura och familjen Hypogastruridae. Inga underarter finns listade i Catalogue of Life.